# Кіровське (Узункольський район)
Кі́ровське (каз. Киров) — село у складі Узункольського району Костанайської області Казахстану. Адміністративний центр Кіровського сільського округу.
Населення — 232 особи (2021; 392 у 2009, 464 у 1999, 576 у 1989).